# Coniarthonia
Coniarthonia es un género de hongos liquenizados en la familia Arthoniaceae.